# 히가시아비코역
히가시아비코역(일본어: 東我孫子駅, ひがしあびこえき)은 일본 지바현 아비코시에 있는 동일본 여객철도(JR 동일본) 나리타선(아비코 지선)의 철도역이다.

## 역 구조
- 단선 승강장 2면 2선의 자상역이고 무인역.
- 1번선(나리타 방면) 승강장은 2개의 선로 간에 있다.
- 구내건널목이 있으며, 출입구는 승강장의 아비코쪽에 있다.

### 타는 곳
| 1 | ■ 나리타선 | 나리타 방면         |
| 2 | ■ 나리타선 | 아비코, 우에노 방면 |

## 역세권 정보
- 덴노다이역 - 북서쪽 약 1km의 거리에 있는 JR 동일본 조반 선의 철도역.

## 이용 상황
- 2006년도의 승차 인원은 1일 평균 31,387명이었다.
  - 열차 편성 수가 많고 대부분이 도쿄 방면으로 직통 운행하며, 운임이 싼 덴노다이역을 이용하는 손님이 많다.

## 역사
- 1950년 10월 12일 - 일본국유철도 나리타선 아비코역 - 고호쿠역 간에 개업.
- 1987년 4월 1일 - 국철 분할 민영화에 의해 동일본 여객철도의 역이 된다.

## 인접한 역
| 동일본 여객철도 나리타선 (아비코 지선) | 동일본 여객철도 나리타선 (아비코 지선) | 동일본 여객철도 나리타선 (아비코 지선) |
| -------------------------------------- | -------------------------------------- | -------------------------------------- |
| JJ 08 아비코 시나가와 방면             | ■ 나리타선 아비코 지선                 | 고호쿠 나리타 방면                     |